# 软叶棉藓
软叶棉藓（学名：Plagiothecium euryphyllum）为棉藓科棉藓属下的一个种。

## 扩展阅读
- 維基物種上的相關：软叶棉藓